# Ли Туми (Лече)
Ли Туми (итал. Li Tumi) је насеље у Италији у округу Лече, региону Апулија.
Према процени из 2011. у насељу је живело 22 становника. Насеље се налази на надморској висини од 33 м.